# Hermann Franzen
Hermann Franzen (* 26. August 1940 in Düsseldorf; † 10. November 2019 in Düsseldorf) war 16 Jahre lang bis Ende November 2006 der Präsident des Hauptverbandes des Deutschen Einzelhandels (HDE) und wurde danach zum Ehrenpräsidenten ernannt. Mit seinem Bruder Claus führte er in der dritten Generation das Geschäftshaus Hermann Franzen GmbH & Co. KG an der Düsseldorfer Königsallee. Er war verheiratet und Vater dreier Kinder (zwei Söhne, eine Tochter). Von Dezember 1999 bis 2007 war er Präsident der Industrie- und Handelskammer Düsseldorf.